# Trofeo de Campeones de la Liga Profesional 2024
Il Trofeo de Campeones de la Liga Profesional 2024 è stata la 4ª edizione di questa competizione nazionale organizzata dall'AFA.
La competizione si è disputata il 21 dicembre 2024 in gara unica e in campo neutro presso lo Stadio Unico Madre de Ciudades di Santiago del Estero. Ad aggiudicarsi il titolo è stato l’Estudiantes (LP), che ha battuto il Vélez Sarsfield con il risultato di 3-0. L’Estudiantes, oltre ad aggiudicarsi il titolo, ha acquisito il diritto di disputare la Supercopa Internacional 2024.

## Squadre partecipanti
| Squadre          | Qualificazione                                   | Partecipazioni precedenti (il grassetto indica la vittoria) |
| ---------------- | ------------------------------------------------ | ----------------------------------------------------------- |
| Vélez Sarsfield  | Vincitore della Liga Profesional 2024            | esordiente                                                  |
| Estudiantes (LP) | Vincitore della Copa de la Liga Profesional 2024 | esordiente                                                  |

## Finale

### Risultato
| Arbitro: | Rey Hilfer |

|  |           |                                               |
|  | Marcatori | 24’ (aut.) Marchiori 29’ Manyoma 77’ Carrillo |

| Vélez Sarsfield | Estudiantes de la Plata |

|                  |    |                    |     |     |
|                  |    |                    |     |     |
| P                | 1  | Tomás Marchiori    |     |     |
| D                | 4  | Joaquín García     |     |     |
| D                | 2  | Emanuel Mammana    |     |     |
| D                | 31 | Valentín Gómez     |     |     |
| D                | 3  | Elías Gomez        | 55’ |     |
| C                | 32 | Christian Ordoñez  |     |     |
| C                | 26 | Agustín Bouzat     | 27’ | 76’ |
| C                | 28 | Maher Carrizo      |     | 75’ |
| C                | 22 | Claudio Aquino     |     |     |
| C                | 20 | Francisco Pizzini  |     | 59’ |
| A                | 9  | Braian Romero      |     |     |
| A disposizione:  |    |                    |     |     |
| P                | 12 | Randall Rodríguez  |     |     |
| D                | 6  | Aarón Quirós       |     |     |
| D                | 14 | Agustín Lagos      |     |     |
| D                | 19 | Leonel Roldán      |     |     |
| D                | 23 | Patricio Pernicone |     |     |
| D                | 34 | Damián Fernández   |     |     |
| C                | 5  | Jalil Elías        |     |     |
| C                | 35 | Santiago Cáseres   |     |     |
| A                | 7  | Michael Santos     |     | 59’ |
| A                | 11 | Matías Pellegrini  |     | 76’ |
| A                | 36 | Álvaro Montoro     |     | 75’ |
| A                | 47 | Benjamín Bosch     |     |     |
| Allenatore:      |    |                    |     |     |
| Leandro Desábato |    |                    |     |     |

|                   |    |                      |     |     |
|                   |    |                      |     |     |
| P                 | 12 | Matías Mansilla      |     |     |
| D                 | 20 | Eric Meza            | 41’ |     |
| D                 | 14 | Sebastián Boselli    |     |     |
| D                 | 26 | Luciano Lollo        |     |     |
| D                 | 13 | Gastón Benedetti     |     |     |
| C                 | 22 | Enzo Pérez           |     |     |
| C                 | 5  | Santiago Ascacíbar   |     |     |
| C                 | 11 | Alexis Manyoma       |     | 74’ |
| C                 | 32 | Tiago Palacios       |     | 81’ |
| C                 | 38 | Joaquín Tobio Burgos | 64’ | 69’ |
| A                 | 9  | Guido Carrillo       | 78’ | 81’ |
| A disposizione:   |    |                      |     |     |
| P                 | 1  | Fabricio Iacovich    |     |     |
| D                 | 2  | Facundo Rodríguez    |     |     |
| D                 | 6  | Federico Fernández   |     |     |
| D                 | 15 | Santiago Arzamendia  |     |     |
| D                 | 31 | Román Gómez          |     |     |
| C                 | 7  | José Sosa            |     | 81’ |
| C                 | 8  | Gabriel Neves        |     | 74’ |
| C                 | 17 | Javier Altamirano    |     |     |
| C                 | 24 | Bautista Kociubinski |     |     |
| A                 | 10 | Pablo Piatti         | 83’ | 69’ |
| A                 | 18 | Edwuin Cetré         |     |     |
| A                 | 23 | Luciano Giménez      |     | 81’ |
| Allenatore:       |    |                      |     |     |
| Eduardo Domínguez |    |                      |     |     |

Con la vittoria per 3-0 sul Vélez Sarsfield, l’Estudiantes si è aggiudicato il Trofeo de Campeones 2024.